# Здание правительства Азербайджанской Демократической Республики
Здание правительства Азербайджанской Демократической Республики — историческое здание в Гяндже (Азербайджан).
В этом здании, известном как «Дом Республики» или «Здание Республики», с 16 июня по 16 сентября 1918 года размещались Национальный совет Азербайджана и правительство Азербайджанской Демократической Республики.

## История
Здание построено в 1897 году в архитектурном стиле Гянджи. Архитектором здания является Абузар бек Рзаев, первый квалифицированный инженер-архитектор Гянджи. В первые годы в здании располагалась Гянджинская городская дума (Земское управление).
В 1908 году здание было резиденцией губернатора Гянджи.
В 1918 году здесь действовало правительство Азербайджанской Демократической Республики (АДР).
В 1920 году по инициативе Наримана Нариманова был основан Азербайджанский политехнический институт им. М. Азизбекова.
В 1929 году открылся Азербайджанский сельскохозяйственный институт.
С 1933 года в здании функционирует Азербайджанский государственный аграрный университет.
В настоящее время в одном из зданий расположен Азербайджанский государственный аграрный университет, в другом – Музей Азербайджанской Демократической Республики.

## Музей Азербайджанской Демократической Республики
Музей Азербайджанской Демократической Республики расположенный в Гяндже, в здании Азербайджанского государственного аграрного университета, на проспекте Ататюрка был основан в мае 1985 года и действует при университете.
Музей состоит из 7 залов. Пятый зал посвящён трёхмесячному Гянджинскому периоду Азербайджанской Демократической Республики. Экспонаты музея охватывают Гянджинский период Азербайджанской Демократической Республики (АДР).
В музее расположен кабинет Фатали хана Хойского, первого премьер-министра Азербайджана. В этом кабинете до сих пор сохранились письменный стол министра, документы, настенные часы, книги, а также другие предметы.
В залах музея представлены фотографии Гасан бека Агаева, Худадат-бек Рафибекова, Насиб бека Юсифбейли, Халил бек Хасмамедова, Самед бека Мехмандарова, Алиаги Шихлинского и других руководителей республики, также выставлены принятые ими законы и решения. Есть также документы, посвящённые спасательной операции Кавказской исламской армии и её командующего Нуру-паши. В этом музее хранятся первая государственная карта Азербайджана и Декларация независимости.